# Sauvolle
Sauvolle lub Sieur de Sauvolve de La Villantry był pełniącym obowiązki gubernatora kolonii Luizjany w latach 1699–1700, gdy Pierre Le Moyne d’Iberville udał się z powrotem do Francji. Zmarł na żółtą febrę w 1701 roku.
W opracowaniach historycznych często przyjmuje się, że był bratem Pierre’a Le Moyne d’Iberville i Jean-Baptiste Le Moyne de Bienville.